# Dino Pavanello
Dino Pavanello (Pernumia, 12 settembre 1925) è un ex calciatore italiano, di ruolo centrocampista.

## Carriera
Con le maglie di Padova, Treviso e Verona gioca sette campionati di Serie B. Gioca a Rovigo dal 1947-50.

## Palmarès

### Club

#### Competizioni nazionali
- Serie C: 1

Rovigo: 1947-1948 (girone G)